# Coupe du Liechtenstein de football 1976-1977
Navigation
Édition précédente Édition suivante
La coupe du Liechtenstein 1976-1977 de football est la 32e édition de la Coupe nationale de football, la seule compétition nationale du pays en l'absence de championnat.
La finale est disputée à Balzers, le 11 avril 1977, entre l'USV Eschen/Mauren et le FC Vaduz. 
L'USV Eschen/Mauren remporte le trophée en battant le FC Vaduz. Il s'agit du 2e titre de l'histoire du club dans la compétition.

## 1ertour
L'USV Eschen/Mauren est exempté de ce tour.
| Équipe 1       | Résultat | Équipe 2   |
| -------------- | -------- | ---------- |
| FC Triesenberg | 1 - 2    | FC Triesen |
| FC Balzers     | 4 - 2    | FC Ruggell |
| FC Vaduz       | 2 - 1    | FC Schaan  |

## Demi-finales
| Équipe 1          | Résultat | Équipe 2   |
| ----------------- | -------- | ---------- |
| USV Eschen/Mauren | 3 - 2    | FC Triesen |
| FC Vaduz          | 1 - 0    | FC Balzers |

## Finale
| 11 avril 1977 | USV Eschen/Mauren | 0 - 0 4 - 3 tab | FC Vaduz | Balzers |  |
|               |                   |                 |          |         |  |